# Nahcotta (Washington)
Nahcotta es un área no incorporada ubicada en el condado de Pacific en el estado estadounidense de Washington.

## Geografía
Nahcotta se encuentra ubicado en las coordenadas 46°29′54″N 124°2′0″O / 46.49833, -124.03333.